# Seznam predsednikov Libanona
Seznam predsednikov Libanona.

## Pred osamosvojitvijo
- Charles Debbas: 1. september 1926 – 2. januar 1934
- Privat-Antoine Aubouard (v.d.): 2. januar – 30. januar 1934
- Habib Pacha Es-Saad: 30. januar 1934 – 20. januar 1936
- Emile Edde: 20. januar 1936 – 4. april 1941
- Pierre-Georges Arlabosse (v.d.): 4. april – 9. april 1941
- Alfred Georges Naqqache: 9. april 1941 – 18. marec 1943
- Ayub Thabit (v.d.): 19. marec – 21. julij 1943
- Petro Trad: 22. julij – 30. september 1943

## Po osamostvojitvi
- Bechara El Khoury: 21. september – 11. november 1943
- Emile Edde: 11. november – 22. november 1943
- Bechara El Khoury: 22. november 1943 – 18. september 1952
- Fuad Chehab (v.d.): 18. september – 22. september 1952
- Camille Chamoun: 23. september 1952 – 22. september 1958
- Fuad Chehab: 23. september 1958 – 22. september 1964
- Charles Helou: 23. september 1964 – 22. september 1970
- Suleiman Frangieh: 23. september 1970 – 22. september 1976
- Elias Sarkis: 23. september 1976 – 22. avgust 1982
- Bachir Gemayel: 23. avgust 1982 – 14. september 1982
- Amine Gemayel: 23. september 1982 – 22. september 1988
  - Selim al-Hoss (v.d., mednarodno priznan): 23. september 1988 – 5. november 1989
  - Michel Aoun (v.d., mednarodno nepriznan): 22. september 1988 - 13. oktober 1990
- René Moawad: 5. november – 22. november 1989
- Selim al-Hoss (v.d., mednarodno priznan): 22. november – 24. november 1989
- Elias Hrawi: 24. november 1989 – 24. november 1998
- Emile Lahoud: 24. november 1998 – 24. november 2007
- Fouad Siniora (v.d., mednarodno priznan: 24. november 2007 – 25. maj 2008
- Michel Suleiman: 25.  maj 2008 – 2014
- Michel Aoun: 2016 –